# Emilio Alarcos Llorach
Emilio Alarcos Llorach (22. duben 1922, Salamanca – 26. leden 1998, Oviedo) byl španělský jazykovědec, literární kritik a spisovatel.

## Životopis
Dne 9. listopadu 1972 byl zvolen členem Španělské královské společnosti (RAE), do úřadu pak vstoupil dnem 25. listopadu 1973. Zabýval se především strukturální gramatikou a foneticko-fonologickou stránkou španělského jazyka. Zemřel v roce 1998 na infarkt myokardu.

## Dílo
jazykověda
- Investigaciones sobre El Libro de Alexandre (1948) CSIC, Instituto Miguel de Cervantes.
- Fonología española: según el método de la Escuela de Praga (1950) Gredos, Ed. Católica Toledana.
- Gramática estructural: según la escuela de Copenhague y con especial atención a la lengua española (1951, 1984, 1990) Editorial Gredos.
- Fonología española (1964, 1986, 1991) Editorial Gredos.
- Estudios de gramática funcional del español (1970, 1972, 1984) Editorial Gredos.
- El comentario de textos (1973, 1992) Castalia.
- La lingüística hoy (1976) Universidad Internacional Menéndez Pelayo.
- Milenario de la Lengua Española (1978) Confederación Española de Cajas de Ahorros.
- Comentarios lingüísticos de textos (1979) Universidad de Valladolid.
- El español, lengua milenaria (y otros escritos castellanos) (1982, 1989) Ámbito Ediciones.
- Estudios de gramática funcional del español (1982, 1987,1999) Editorial Gredos.
- Estudios de lingüística catalana (1983). Ariel.
- Las gramáticas de la Academia (1990) Consejería de Cultura de la Rioja.
- Indefinidos y numerales (1990) Consejería de Cultura de la Rioja.
- Gramática de la lengua española (1994, 1999, 2005, 2006). Espasa-Calpe.

literatura
- Ángel González, poeta: variaciones críticas (1969). Universidad de Oviedo.
- Anatomía de "La lucha por la vida" (1973) Imprenta Grossi. (1982) Editorial Castalia.
- La poesía de Blas de Otero (1966, 1973). Anaya.
- Ensayos y estudios literarios (1976) Ediciones Júcar.
- Poema de Fernán González (1993) Editorial Castalia.
- La poesía de Ángel González (1996) Ediciones Nobel.
- Blas de Otero (1997) Ediciones Nobel.
- Notas a La Regenta y otros textos clarinianos. (2001) spoluautor José Luis García Martín. Ediciones Nobel.
- Mester de poesía 1949-1993 (2006) Visor Libros.
- En todas las ocasiones: celebración y elegía (2006) Junta de Castilla y León.
- El fruto cierto: estudios sobre las odas de fray Luis de León (2006) spoluautor Emilio Martínez Mata. Cátedra.
- Eternidad en vilo: estudios sobre poesía española contemporánea (2009) Ediciones Cátedra.

jiné
- El libro de Oviedo (1974) Ediciones Naranco.
- Cajón de sastre asturiano (1980). Ayalga.
- Asturias. Itinerario errático y parcial. Jorge Marquínez [et. al]. Lunwerg Ed., Caja Asturias (1993)